# 坦噶尼喀口孵非鯽
坦噶尼喀口孵非鯽，為輻鰭魚綱鱸形目隆頭魚亞目慈鯛科口孵非鲫属的其中一種，分布於非洲坦干伊喀湖流域，體長可達42公分，棲息在淺水域，以藻類為食，生活習性不明。